# Point Edward (Ontario)
Point Edward to wieś (ang. village) w Kanadzie, w prowincji Ontario, w hrabstwie Lambton.
Powierzchnia Point Edward to 3,27 km².
Według danych spisu powszechnego z roku 2001 Point Edward liczy 2101 mieszkańców (642,51 os./km²).